# Selección femenina de balonmano del Reino Unido
La selección femenina de balonmano de Reino Unido es el equipo nacional de Gran Bretaña en el deporte del balonmano. Se formaron para ocupar el lugar de la nación anfitriona de Gran Bretaña en los Juegos Olímpicos de 2012.

## Últimos partidos
| Año  | Fecha  | Oponente   | Marcador | Estadio                        | Competición      |
| ---- | ------ | ---------- | -------- | ------------------------------ | ---------------- |
| 2012 | Jul 28 | Montenegro | 19–31    | Copper Box, Stratford, Londres | Olímpico Grupo A |
| 2012 | Jul 30 | Rusia      | 16–37    | Copper Box, Stratford, Londres | Olímpico Grupo A |
| 2012 | Aug 01 | Brasil     | 17–30    | Copper Box, Stratford, Londres | Olímpico Grupo A |
| 2012 | Aug 03 | Angola     | 25–31    | Copper Box, Stratford, Londres | Olímpico Grupo A |
| 2012 | Aug 05 | Croacia    | 14–37    | Copper Box, Stratford, Londres | Olímpico Grupo A |

## Jugadoras

### Equipo actual
La siguiente es la lista británica en el torneo de balonmano femenino de los Juegos Olímpicos de 2012.
| N.º | Pos. | Nombre            | Fecha de nacimiento (edad)         | Altura | Pdos. | GolES | Club         |
| --- | ---- | ----------------- | ---------------------------------- | ------ | ----- | ----- | ------------ |
| 1   | GK   | Sarah Hargreaves  | 17 de mayo de 1989 (23 años)       | 1.85 m | 0     | 0     | Slagelse FH  |
| 3   | LW   | Holly Lam-Moores  | 12 de septiembre de 1990 (21 años) | 1.69 m | 0     | 0     | GB Handball  |
| 4   | RW   | Zoe van der Weel  | 14 de noviembre de 1990 (21 años)  | 1.61 m | 0     | 0     | GB Handball  |
| 5   | CB   | Nina Heglund      | 24 de julio de 1993 (19 años)      | 1.70 m | 0     | 0     | GB Handball  |
| 7   | CB   | Lynn McCafferty   | 16 de abril de 1979 (33 años)      | 1.68 m | 0     | 0     | GB Handball  |
| 8   | P    | Louise Jukes      | 14 de abril de 1984 (28 años)      | 1.69 m | 0     | 0     | GB Handball  |
| 9   | LW   | Britt Goodwin     | 24 de abril de 1983 (29 años)      | 1.63 m | 0     | 0     | GB Handball  |
| 10  | RW   | Kelsi Fairbrother | 5 de agosto de 1989 (22 años)      | 1.63 m | 0     | 0     | Team Esbjerg |
| 11  | P    | Lyn Byl           | 1 de diciembre de 1979 (32 años)   | 1.72 m | 0     | 0     | GB Handball  |
| 13  | RB   | Yvonne Leuthold   | 30 de enero de 1980 (32 años)      | 1.76 m | 0     | 0     | GB Handball  |
| 17  | LB   | Ewa Palies        | 30 de enero de 1989 (23 años)      | 1.73 m | 0     | 0     | GB Handball  |
| 21  | LB   | Kathryn Fudge     | 10 de noviembre de 1989 (22 años)  | 1.83 m | 0     | 0     | GB Handball  |
| 66  | GK   | Jane Mayes        | 10 de enero de 1989 (23 años)      | 1.73 m | 0     | 0     | GB Handball  |
| 86  | RB   | Marie Gerbron     | 23 de diciembre de 1986 (25 años)  | 1.66 m | 0     | 0     | GB Handball  |